# ديدوفيتشي (بسكوف)
ديدوفيتشي (بالروسية: Дедовичи) هي مدينة في مقاطعة بسكوف أوبلاست في روسيا.
يبلغ عدد سكانها حوالي 9644 نسمة.